# Daughters of Africa
Hijas de África: una antología internacional de palabras y escritos de mujeres afrodescendientes desde el antiguo Egipto hasta el presente (en inglés y en el original Daughters of Africa: An International Anthology of Words and Writings by Women of African Descent from the Ancient Egyptian to the Present) es una compilación de oratoria y literatura de más de 200 mujeres de África (tanto residentes en el continente como migrantes), presentada por Margaret Busby,  la que comparó el proceso de ensamblar el volumen con "tratar de atrapar un río que fluye en una calabaza". 

## Datos de la publicación
Publicado por primera vez en 1992, en Londres por la editorial Jonathan Cape (y por encargo de Candida Lacey,  ex editora de Pandora Press y Myriad Editions ),  y en Nueva York por la editoria Pantheon Books, Daughters of Africa se considera una obra pionera,   que abarca una variedad de géneros (incluidos ficción, ensayos, poesía, teatro, memorias y escritos para niños) y tiene más de 1000 páginas. 
Ordenado cronológicamente, comenzando con la poesía oral tradicional,  incluye trabajos traducidos de lenguas africanas, así como del holandés, francés, alemán, portugués, ruso y español.  

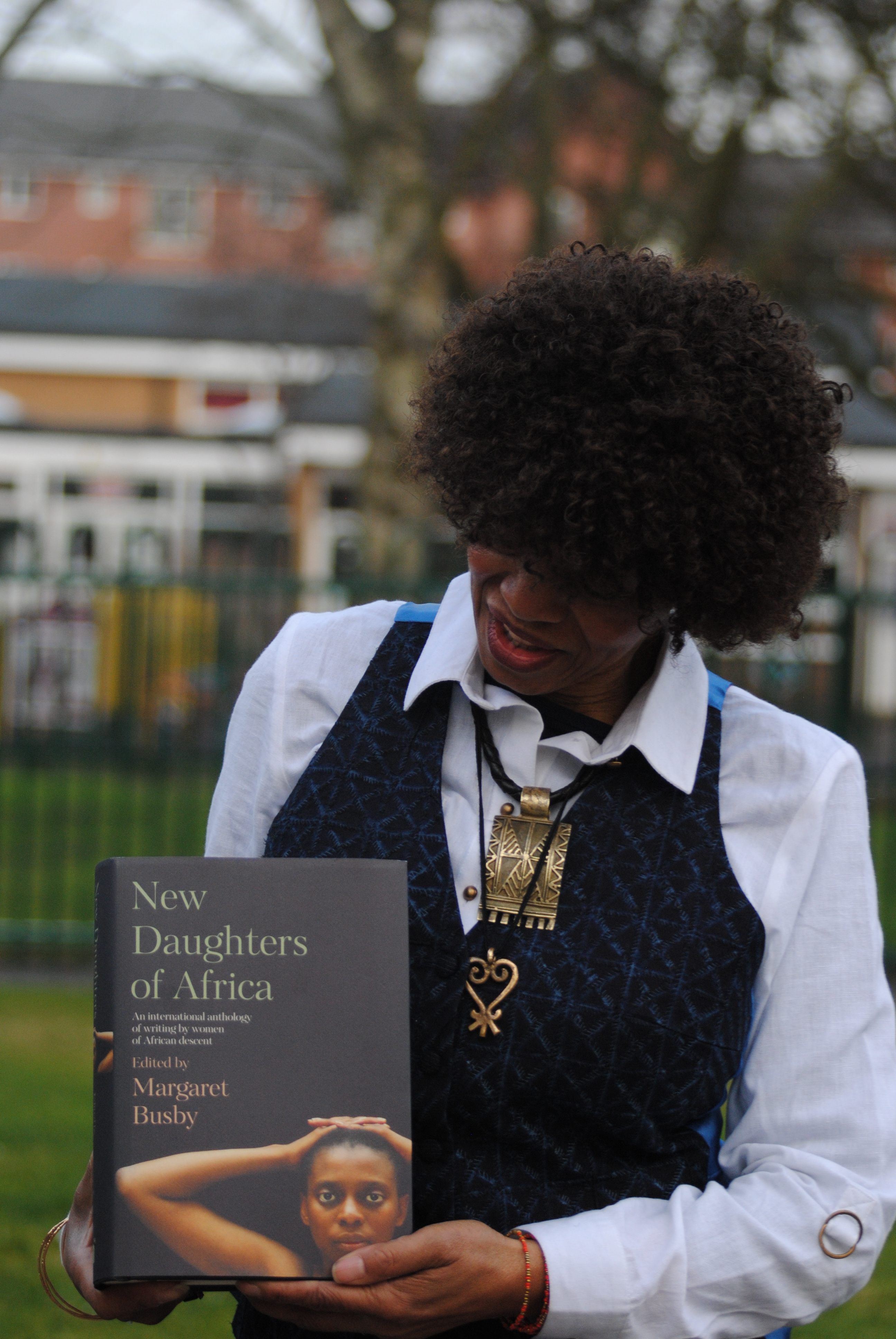
Margaret Busby con el nuevo volumen recopilatorio. 2019-02-12

El título de esta antología deriva de una declaración de Maria W. Stewart realizada en 1831, la primera mujer afroamericana en dar conferencias públicas, en la que dijo: "¡Oh, hijas de África, despertad! ¡Despertad! ¡Levantaos! No, ya no durmáis ni os adormiléis, sino distinguiros, mostrad al mundo que estáis dotados de nobles y exaltadas facultades." 

### Volumen complementario
Se publicó en 2019 un volumen complementario llamado Nuevas Hijas de África (New Daughters of Africa), con el subtítulo "Una antología internacional de escritos de mujeres de ascendencia africana", con otras 200 colaboraciones de otras tantas mujeres afrodescendientes de todo el mundo nacidos entre las décadas de 1790 y 1990  

### Premio Margaret Busby New Daughters of Africa
Asociado con la antología está el Premio Margaret Busby New Daughters of Africa para una estudiante de África.

## Opiniones y críticas al recopilatorio
Daughters of Africa fue ampliamente elogiada tras su lanzamiento. Fue Bernardine Evaristo el que lo describió en The Guardian, en junio de 2020,  como "Al reunir ficción, poesía, memorias y ensayos, ambos libros son una introducción increíble a la escritura de mujeres negras de todo el mundo y presentan todos los nombres establecidos que puedas imaginar, así como aquellos que merecen ser más conocidos." 
Evie Arup, en el periódico británico The Weekly Journal (medio especializado en el mundo afrodescendiente) escribió: "Daughters of Africa es una primicia literaria. Nunca antes se había reunido en un solo volumen el trabajo de mujeres afrodescendientes de todo el mundo. La amplitud de esta colección es sorprendente... Este libro debería ser una lectura obligatoria para cualquier estudiante de literatura y un libro de referencia estándar en las bibliotecas escolares y, parafraseando ese conocido eslogan, "cada hogar debería tener uno".
Patricia Lee, crítica deThe Independent, escribió: "Este libro puede parecer que trata sobre literatura, pero al final es más que eso, es un testimonio: su poder para crear actitudes como su potencia como medio de expresión."Nicci Gerrard describió la obra en The Observer como una "gloriosa y extensa antología que crea una historia a partir de una selección y pone en el mapa a un grupo de personas no reconocidas".Por su parte, la crítica de Library Journal, se expresa de la siguiente manera "un texto invalorable para cursos sobre escritoras y escritores de ascendencia africana".Por su parte, Kenneth Kinnamon en Callaloo lo consideró "impresionante", señalando: "Notas breves y largas bibliografías aumentan el valor de este importante volumen."La crítica Lorna Sage en el Independent on Sunday aporta que "Daughters of Africa tiene una universalidad paradójica".
The Washington Post Book World lo calificó como: "Un magnífico punto de partida para cualquier lector interesado en formar parte del esfuerzo colectivo de descubrir y desenterrar las voces silenciosas, olvidadas e infravaloradas de las mujeres negras".
Kevin Meeks, crítico de Black Enterprise escribió: "Es una antología emblemática... La pionera antología de Busby es un recordatorio conmovedor de lo vasto y variado que es la obra literaria de las mujeres negras." También se han referido a ella como "revolucionaria en su presentación y exposición del trabajo de escritoras africanas", "una de las más significativas recopilaciones de escritoras de la diáspora" y "la guía de referencia definitiva sobre la escritura de las 'hijas de África'".
La reseña de The Times Literary Supplement por Maya Jaggi afirmó: "Con raras excepciones, las antologías de la literatura negra y de la literatura femenina han dado la impresión de que había muy poco esfuerzo literario por parte de las mujeres negras antes de la década de 1980. La impresionante e imaginativa selección de piezas de Margaret Busby en Daughters of Africa al fin destruye esa idea errónea, al tiempo que traza continuidades dentro de una tradición de escritura femenina que se deriva de África pero que se extiende a través de continentes y siglos."
Jaggi continúa diciendo: "Algunos escritos (como los de antiguas reinas egipcias o etíopes) han sido seleccionados principalmente por su significado histórico, o para celebrar hitos de logros poco conocidos. La mayoría, sin embargo, han sido elegidos por sus cualidades literarias, haciendo de la antología una fuente de placer y sorpresa continua. (...) El poder acumulativo de esta monumental y absorbente antología proviene de la claridad y la trepidación de las voces que reúne. Mientras descarta efectivamente la ecuación de opresión con 'falta de voz', restaura a escritoras marginadas o aisladas al centro de su propia tradición rica, resiliente y verdaderamente internacional."

La antología fue incluida en Sacred Fire: "QBR" 100 Essential Black Books,  que decía:
Daughters of Africa es un logro monumental porque es la antología internacional más completa de literatura oral y escrita por mujeres de ascendencia africana jamás intentada. (...) El éxito de la colección radica en que ilustra claramente por qué todas las mujeres de ascendencia africana están conectadas, mostrando lo estrechamente relacionados que están los obstáculos, los abismos de indiferencia cultural y los desalentadores dilemas raciales y sexuales a los que se enfrentaron. Al hacerlo, la colección captura toda la escala de sus logros individuales y combinados. El logro de Daughters of Africa reside en su gloriosa representación de la riqueza y magnitud del pozo espiritual del cual todas hemos extraído inspiración y al cual todas hemos acudido en busca de sustento, y como tal, es una impresionante obra maestra literaria." 
La antología estuvo en la lista de la Royal African Society de "50 libros de mujeres africanas que todos deberían leer", fue nombrada por Ms Afropolitan como uno de los "7 libros de no ficción que las feministas africanas deberían leer", aparece regularmente en muchas listas de lecturas obligatorias, y, en palabras de Kinna Likimani, "Sigue siendo la guía definitiva de escritoras de ascendencia africana."

## Colaboradoras
Más de 200 mujeres aparecen en el libro Daughters of Africa, entre ellas:
- Opal Palmer Adisa
- Abena Adomako
- Ama Ata Aidoo
- Grace Akello
- Zaynab Alkali
- Ifi Amadiume
- Maya Angelou
- Red Jordan Arobateau[40]
- Iola Ashundie
- Mariama Bâ
- Baba
- Toni Cade Bambara
- Valerie Belgrave
- Gwendolyn B. Bennett
- Louise Bennett
- Julia Berger[27]
- Eulalia Bernard[41]
- Ayse Bircan[42][43]
- Becky Birtha
- Valerie Bloom
- Marita Bonner
- Dionne Brand
- Jean Binta Breeze
- Virginia Brindis de Salas
- Erna Brodber
- Gwendolyn Brooks
- Barbara Burford[44]
- Annie L. Burton
- Abena Busia[45]
- Dinah Anuli Butler[46]
- Octavia E. Butler
- Joan Cambridge[47]
- Aída Cartagena Portalatín
- Adelaide Casely-Hayford
- Gladys Casely-Hayford
- Marie Chauvet
- Alice Childress
- Michelle Cliff
- Lucille Clifton
- Merle Collins
- Maryse Condé
- Anna Julia Cooper
- J. California Cooper
- Jayne Cortez
- Christine Craig
- Jane Tapsubei Creider[48]
- Tsitsi Dangarembga
- Angela Davis
- Thadious M. Davis[49]
- Noémia de Sousa
- Lucy Delaney
- Nafissatou Diallo
- Rita Dove
- Mabel Dove-Danquah
- Kate Drumgoold
- Alice Dunbar-Nelson
- Zee Edgell
- Angelika Einsenbrandt
- Zilpha Elaw
- Old Elizabeth
- Buchi Emecheta
- Alda do Espirito Santo
- Mari Evans
- Jessie Redmon Fauset
- Charlotte Forten Grimké
- Aline França[50]
- Henrietta Fullor
- Amy Jacques Garvey
- Beryl Gilroy
- Nikki Giovanni
- Vivian Glover[51]
- Marita Golden
- Jewelle Gomez
- Pilar López Gonzales
- Lorna Goodison
- Serena Gordon
- Hattie Gossett
- Rosa Guy
- Lorraine Hansberry
- Frances E. W. Harper
- Hatshepsut
- Iyamide Hazeley[52]
- Bessie Head
- Georgina Herrera
- Saida Herzi[53]
- Merle Hodge
- Billie Holiday
- bell hooks
- Pauline Elizabeth Hopkins
- Amelia Blossom House[54]
- Gloria T. Hull
- Marsha Hunt
- Kristin Hunter
- Zora Neale Hurston
- Noni Jabavu
- Mattie J. Jackson
- Harriet Jacobs
- Carolina Maria de Jesus
- Alice Perry Johnson[55][56]
- Amryl Johnson
- Georgia Douglas Johnson
- Claudia Jones
- Gayl Jones
- Marion Patrick Jones
- June Jordan
- Jackie Kay
- Kebbedesh
- Caroline Ntseliseng Khaketla[57]
- Yelena Khanga
- Jamaica Kincaid
- Mwana Kupona
- Ellen Kuzwayo
- Alda Lara
- Nella Larsen
- Andrea Lee
- Audre Lorde
- Elise Johnson McDougald
- Terry McMillan
- Naomi Long Madgett
- Lina Magaia
- Barbara Makhalisa[58]
- Zindzi Mandela
- Paule Marshall
- Una Marson
- Annette M'baye
- Pauline Melville
- Louise Meriwether
- Gcina Mhlope
- Anne Moody
- Mary Monroe
- Pamela Mordecai
- Nancy Morejón
- Toni Morrison
- Mwana Kupona Msham
- Micere Githae Mugo
- Pauli Murray
- Gloria Naylor
- Citeku Ndaaya
- Womi Bright Neal
- Lauretta Ngcobo
- Grace Nichols
- Nisa
- Rebeka Njau
- Flora Nwapa
- Sekai Nzenza
- Grace Ogot
- Molara Ogundipe-Leslie
- May Opitz
- Gabriela Pearse
- Ann Petry
- Marlene Nourbese Philip
- J. J. Phillips
- Ann Plato
- Velma Pollard
- Marsha Prescod[42]
- Mary Prince
- Nancy Prince
- Queen of Sheba
- Christine Qunta[59]
- Joan Riley
- Astrid Roemer
- Carolyn Rodgers
- Marta Rojas[60]
- Lucinda Roy
- Jacqueline Rudet[61]
- Kristina Rungano
- Sandi Russell[62]
- Sonia Sanchez
- Simone Schwarz-Bart
- Mary Seacole
- Mabel Segun
- Olive Senior
- Dulcie September
- Ntozake Shange
- Jenneba Sie Jalloh
- Joyce Sikakane[63][64]
- Zulu Sofola
- Aminata Sow Fall
- Anne Spencer
- Eintou Pearl Springer
- Maria W. Stewart
- Maud Sulter
- Efua Sutherland
- Véronique Tadjo
- Susie King Taylor
- Lourdes Teodoro
- Mary Church Terrell
- Lucy Terry
- Awa Thiam[65]
- Elean Thomas[66]
- Miriam Tlali
- Sojourner Truth
- Harriet Tubman
- Adaora Lily Ulasi
- Bethany Veney
- Charity Waciuma
- Alice Walker
- Margaret Walker
- Michele Wallace
- Myriam Warner-Vieyra
- Angelina Weld Grimké
- Ida B. Wells
- Dorothy West
- Phillis Wheatley
- Zoe Wicomb
- Sherley Anne Williams
- Harriet E. Wilson
- Sylvia Wynter

### Ediciones
- Margaret Busby (ed.), Daughters of Africa: An International Anthology of Words and Writings by Women of African Descent from the Ancient Egyptian to the Present. First edition, London: Jonathan Cape, hardback, 1992 (ISBN 978-0224035927), 1089 pages.
- Hamish Hamilton / Penguin Books Edición del Reino Unido, 25 de agosto de 2022. Tapa blanda (ISBN 9780241997000 ). [67]
- Nueva York, Estados Unidos: Amistad/HarperCollins (ISBN 9780062912985), 1056 páginas.
- Johannesburgo, Sudáfrica: Jonathan Ball Publishers (ISBN 9781868429844).

## Influencia y legado
La antología inspiró a Koyo Kouoh a editar un equivalente en alemán, Töchter Afrikas, que se publicó en 1994.
En 2009, Daughters of Africa estuvo en la lista de la revista Wasafiri de los 25 libros más influyentes del último cuarto de siglo.
En noviembre de 2017, Wasafiri incluyó un artículo especial para conmemorar el 25º aniversario de la primera publicación de Daughters of Africa, incluyendo una entrevista con la editora realizada por Ellah Wakatama Allfrey, un artículo de Candida Lacey, y contribuciones de Ayobami Adebayo, Edwige-Renée Dro, Angela Barry, Goretti Kyomuhendo, Nadifa Mohamed y Phillippa Yaa de Villiers sobre la influencia de la antología en sus vidas. "Lo más importante es que fue un faro para cada joven mujer negra que soñaba con escribir. Phillippa Yaa de Villiers le dijo a Busby: 'Estábamos tras las rejas del apartheid; nosotras, las sudafricanas, habíamos sido separadas de la belleza y majestad de las tradiciones de pensamiento africano, y Daughters of Africa fue una de esas obras que nutrieron nuestras hambrientas mentes'."
En marzo de 2019, en el programa Woman's Hour de la BBC Radio 4, durante una entrevista junto a Busby, la escritora británica Candice Carty-Williams habló de su primer encuentro con la antología a través de su madrina Heidi Safia Mirza, profesora de raza en Goldsmiths, Universidad de Londres: "...ella tenía un tomo [de Daughters of Africa] en su estantería. Era mi único punto de acceso al feminismo... y así sus estanterías era donde entendía mi lugar en el mundo, y este libro siempre despertaba mi interés porque solo con cogerlo y ver su tamaño y entender que había tantas colaboradoras del mismo lugar que yo, eso era increíble."
Enumerando muchos de los nombres incluidos en Daughters of Africa, Tom Odhiambo de la Universidad de Nairobi afirmó: "Estas escritoras pueden describirse como las matriarcas de la literatura africana. Ellas fueron las pioneras en la escritura 'africana', en la que no solo escribían historias sobre sus familias, comunidades y países, sino que también se escribían a sí mismas en la historia literaria y la historiografía africana. Reclamaron espacio para las narradoras en forma escrita y, en cierto sentido, recuperaron el papel de la mujer como creadora y portadora de las narrativas de muchas sociedades africanas, considerando que la sesión tradicional de narración de cuentos era un dominio femenino."
En un artículo de mayo de 2022 en la revista Elle, Chimamanda Ngozi Adichie eligió Daughters of Africa como "El libro que me llena de esperanza [..] porque me presentó a muchas escritoras talentosas que, de otro manera, podría no haber leído y me hace recordar, con gratitud, a las mujeres que vinieron antes que yo."
En noviembre de 2022, Sheila Rowbotham incluyó Daughters of Africa en The Guardian como uno de los libros que representan sus "10 mejores historias de vida disidentes".
Busby fue citada por Gary Younge diciendo: "Hasta que no puedas contar el número de escritoras africanas que han logrado triunfar, aún tenemos trabajo por hacer," antes de la publicación de su segunda antología.
La antología inspiró a Koyo Kouoh a editar un equivalente en alemán, Töchter Afrikas, que se publicó en 1994. 

## Nuevas hijas de África: una antología internacional de escritos de mujeres afrodescendientes(2019)
En diciembre de 2017, se anunció que editorial Myriad Editions había encargado un volumen complementario, titulado Nuevas hijas de África (en inglés New Daughters of Africa), a Margaret Busby .  Publicado el 8 de marzo de 2019  y caracterizado como "un gigante de pensamiento y reflexión, que explora la hermandad, la tradición, el romance, la raza y la identidad, individualmente y en general",  New Daughters of Africa: una antología internacional de escritura. por mujeres de ascendencia africana cuenta con otros 200 escritores: "El nuevo volumen amplía y refuerza las afirmaciones de su predecesor. Si bien incluye textos desde el siglo XIX hasta el presente, el libro se centra principalmente en escritores que han alcanzado la mayoría de edad en las décadas tras la publicación de Daughters of Africa".
Los colaboradores están ordenados según la década de nacimiento,  "para dar contexto a los vínculos generacionales", como afirma el editor, y continuar trazando el canon literario feminista negro.  La antología contiene no sólo muchos nombres conocidos sino "una gran cantidad de notables literarios del futuro".  Kevin Le Gendre afirmó en su reseña de la revista Echoes que "esta inspiradora colección supera su considerable peso... El resultado es una gran diversidad dentro de una supuesta minoría, una declaración rotunda de la experiencia de vida infinitamente rica de las 'hermanas' dibujadas de África y la diáspora Como fue el caso con la aclamada primera edición, hay un equilibrio encomiable entre aquellos que son conocidos y aquellos que son desconocidos pero que, sin embargo, tienen cosas esclarecedoras que decir... Busby ha agrupado los textos por década. hasta antes de 1900, lo que da como resultado una sensación clara y vívida de evolución tanto en el estilo como en el tema". 
Entre las mujeres que contribuyeron a New Daughters of Africa encontramos a: Adeola Solanke, Adrienne Kennedy, Afua Hirsch, Agnès Agboton, Aida Edemariam, Aja Monet, Akosua Busia, Ama Biney, Aminatta Forna, Amma Asante, Anaïs Duplan, Andaiye, Andrea Levy, Andrea Stuart, Angela Barry, Angela Cobbinah, Anni Domingo, Arthenia Bates Millican, Ayesha Harruna Attah, Ayeta Anne Wangusa, Ayòbámi Adébáyò, Barbara Chase-Riboud, Barbara Jenkins, Beatrice Lamwaka, Bernardine Evaristo, Beverley Bryan, Bonnie Greer, Bridget Minamore, Camille T. Dungy, Candace Allen, Candice Carty-Williams, Carolyn Cooper, Catherine Johnson, Chibundu Onuzo, Chika Unigwe, Chimamanda Ngozi Adichie, Chinelo Okparanta, Claudia Rankine, Cordelia Ray, Danielle Legros Georges, Delia Jarrett-Macauley, Diana Evans, Diana Ferrus, Diane Abbott, Donika Kelly, Doreen Baingana, Dorothea Smartt, Edwidge Danticat, Edwige-Renée Dro, Effie Waller Smith, Elizabeth Keckley, Elizabeth Nunez, Elizabeth Walcott-Hackshaw, Ellah Wakatama Allfrey, Ellen Banda-Aaku, Esi Edugyan, Eve Ewing, Florida Ruffin Ridley, Gabeba Baderoon, Gabrielle Civil, Glaydah Namukasa, Goretti Kyomuhendo, Hannah Azieb Pool, Harriet Anena, Hawa Jande Golakai, Hilda Twongyeirwe, Imbolo Mbue, Irenosen Okojie, Isabella Matambanadzo, Jackee Budesta Batanda, Jacqueline Bishop, Jane Ulysses Grell, Jay Bernard, Jennifer Nansubuga Makumbi, Jennifer Teege, Jesmyn Ward, Joan Anim-Addo, Joanne C. Hillhouse, Josephine St. Pierre Ruffin, Juliana Makuchi Nfah-Abbenyi, Juliane Okot Bitek, Kadija Sesay, Karen Lord, Karen McCarthy Woolf, Ketty Nivyabandi, Kit de Waal, Lebogang Mashile, Leila Aboulela, Leone Ross, Lesley Lokko, Linda Bellos, Lisa Allen-Agostini, Lola Shoneyin, Maaza Mengiste, Makena Onjerika, Makhosazana Xaba, Malika Booker, Malorie Blackman, Margo Jefferson, Marie NDiaye, Marina Salandy-Brown, Marion Bethel, Maxine Beneba Clarke, Meta Davis Cumberbatch, Mildred Barya, Minna Salami, Monica Arac de Nyeko, Nadia Davids, Nadifa Mohamed, Nah Dove, Nalo Hopkinson, Namwali Serpell, Nana-Ama Danquah, Nana Asma'u, Nana Ekua Brew-Hammond, Nana Oforiatta Ayim, Natalia Molebatsi, Natasha Trethewey, Nawal El Saadawi, Nikky Finney, Nnedi Okorafor, Noo Saro-Wiwa, Novuyo Rosa Tshuma, Olúmìdé Pópóọlá, Panashe Chigumadzi, Patience Agbabi, Patrice Lawrence, Patricia Cumper, Phillippa Yaa de Villiers, Rachel Eliza Griffiths, Rashidah Ismaili, Rebecca Walker, Reni Eddo-Lodge, Ros Martin, Rosamond S. King, Roxane Gay, Sade Adeniran, Safia Elhillo, Sandra Jackson-Opoku, Sapphire, Sarah Ladipo Manyika, Sarah Parker Remond, Sefi Atta, Simi Bedford, Sisonke Msimang, Stella Dadzie, SuAndi, Sue Woodford-Hollick, Summer Edward, Susan Kiguli, Taiye Selasi, Tanella Boni, Tess Onwueme, Tiphanie Yanique, Trifonia Melibea Obono, Valerie Tagwira, Vangile Gantsho, Verene Shepherd, Verna Wilkins, Wangui wa Goro, Wanjiku wa Ngũgĩ, Warsan Shire, Winsome Pinnock, Yaba Badoe, Yassmin Abdel-Magied, Yemisi Aribisala, Yewande Omotoso, Yolanda Arroyo Pizarro, Yrsa Daley-Ward, Yvonne Adhiambo Owuor, Yvonne Bailey-Smith, Yvonne Denis Rosario, Yvonne Vera, Yvvette Edwards, Zadie Smith, Zandria Robinson, Zena Edwards, Zetta Elliott, Zita Holbourne, Zoe Adjonyoh, Zukiswa Wanner, and others.

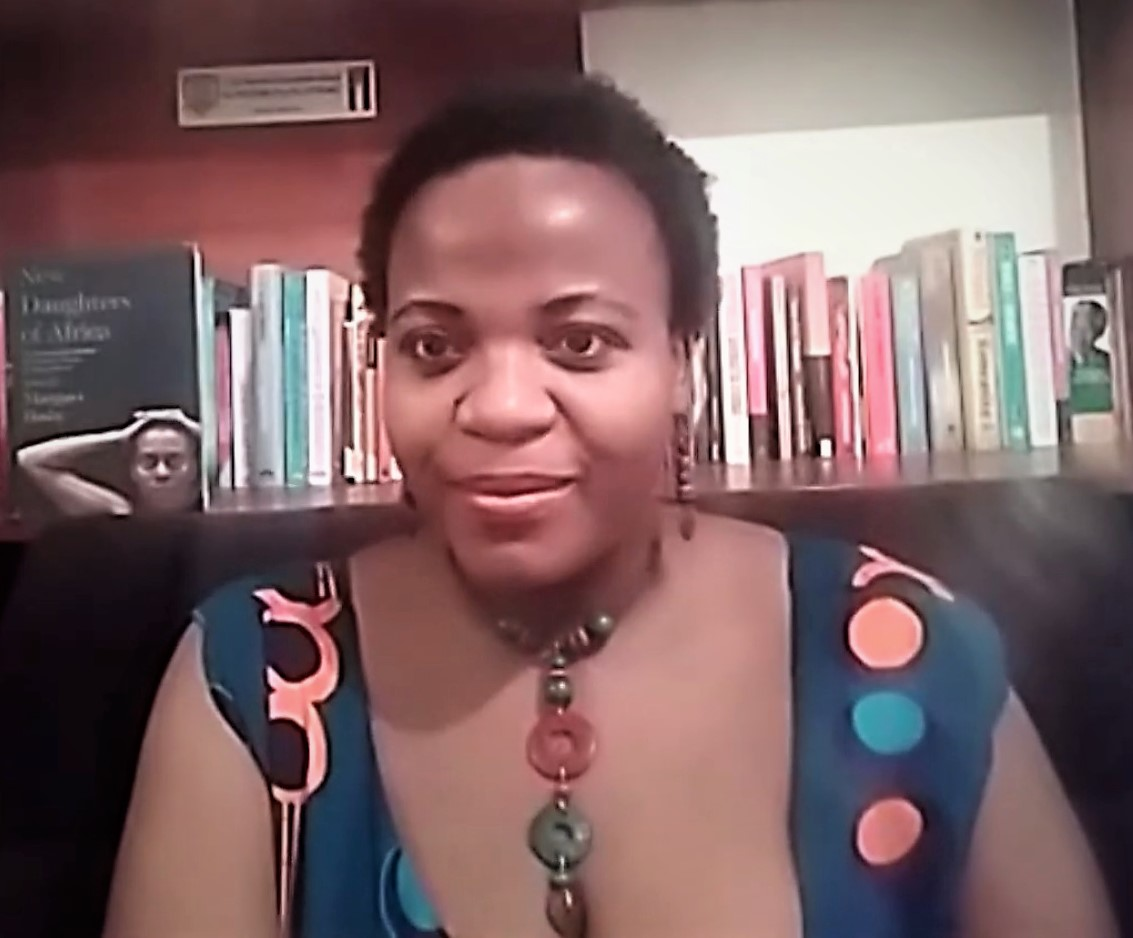
Zukiswa Wanner en un evento de Nuevas Hijas de África 2020

New Daughters of Africa se lanzó en el complejo artístico londinense South Bank Centre el 9 de marzo de 2019, durante el WOW Festival, mientras que en su posterior promoción internacional durante muchos festivales (incluido el Wimbledon BookFest,  el NGC Bocas Lit Fest en Trinidad,  el Bernie Grant Arts Center,  Somerset House,  o en la Biblioteca Británica ) fue presentando a las mujeres que contribuyeron a la edición.

### Ediciones internacionales
La editorial Amistad (de HarperCollins)  también ha publicado ediciones de la antología de 2019 en los Estados Unidos y en Sudáfrica se ha publicado por Jonathan Ball Publishers. En 2022, Penguin Books publicó una nueva edición de bolsillo del Reino Unido.  En mayo de 2023, Unrast Verlag publicó un resumen en alemán de la antología, titulado Neue Töchter Afrikas, con 30 de los colaboradores. 

#### Ediciones
- Margaret Busby (ed.), Nuevas Hijas de África: una antología internacional de escritos de mujeres afrodescendientes. Primera edición, Reino Unido: Myriad Editions / New Internationalist Publications, 1992. Tapa dura (ISBN 978-1-912408-00-9 ); libro de bolsillo comercial (ISBN 978-1-912408-01-6), 1089 páginas.[103]
- Londres: Vintage Books, paperback, 1993 (ISBN 978-0099224211).
- Nueva York: Pantheon Books, tapa dura, 1992 (ISBN 978-0679416340).
- Nueva York: Ballantine/One World Books, tapa blanda, 1994 (ISBN 978-0345382689).

### Selección de la cobertura de reseñas paraNew Daughters of Africa
La reseña del Irish Times, que describe a New Daughters of Africa como una "colección vasta y llena de matices", señala que está "ordenada según las décadas de nacimiento de las mujeres, un recordatorio cronológico de que las mujeres africanas han estado creando arte durante muchos siglos; las más jóvenes incluidas todavía tienen veintitantos años... un valor esencial de la colección de obras, una suma bienvenida a cualquier estantería de libros y una educación obligatoria para cualquiera que no conozca las innumerables y talentosas periodistas, ensayistas, poetas y oradoras africanas que deberían influir en nuestra forma de ver el mundo."  John Stevenson concluyó su reseña en la revista Black History Month diciendo: "Cada hogar negro debería tener una copia del libro. Las voces literarias de las mujeres negras necesitan ser escuchadas ahora con aún más urgencia". 
Imani Perry escribió en el Financial Times: "Las antologías pueden leerse como simples surtidos o como colección. Pero su función, particularmente cuando están bien compuestas (como es el caso de este libro) puede ser mucho más intencionado. La elección de Busby de organizar a los escritores por generación, en vez de por la región o la fecha de publicación, tiene un poderoso efecto. Desde el siglo XVIII hasta el presente emerge la ubicación de las mujeres negras a través de las fronteras, siempre al abrigo de los órdenes políticos, económicos y sociales. La familia, la raza y la transformación social se presentan en oleadas generacionales. Así, con más de 200 colaboradores, esta antología es también una historia mundial social y cultural".
La reseña del keniano Daily Nation recoge: "Es el tipo de compendio literario que muchas futuras escritoras africanas necesitan tener hoy... New Daughters of Africa: An International Anthology of Writing by Women of African Descent es una colección que el experto en literatura, estudios de la mujer, política de género, historia africana, el lector/erudito feminista o incluso el lector en general encontrarán refrescante considerando el alcance del escrito, además de útil como fuente de referencia; 
La reseña de Paul Burke en la revista NB, calificando la antología con 5/5, decía: "Esta es una colección de escritos hermosa, desafiante y brillante que aumenta nuestra comprensión de la humanidad y entretiene de manera magnífica... Estoy asombrado por la calidad y la amplitud de las contribuciones aquí, pero también la forma en que se fusionan. La escritura es, dependiendo del estilo de cada autor, aguda, divertida, romántica, confrontativa y políticamente astuta. Este libro tiene una esencia emotiva y una intención clara y (creo que es justo decirlo) es importante y muy relevante para nuestros tiempos. Cualquier persona interesada en África, la política de género, la buena narración y la escritura que traspase los límites de la forma le encantará este libro... Es una experiencia sensorial completa, un estímulo para el cerebro y para el corazón y algunos de los textos remueven la sangre y retuercen las entrañas... La profundidad de la percepción psicológica, política, económica y cultural aquí es impresionante". 

Con otra reseña de cincos estrellas Recibió una reseña de cinco estrellas en San Francisco Book Review,  y en opinión de la puertorriqueña Anjanette Delgado, crítica del New York Journal of Books:
Aquí está el libro que muchos estaban esperando. El libro para dar sentido a tantos otros.... Los temas son igualmente variados y arrojan luces brillantes sobre las vidas de mujeres de color críticamente subrepresentadas y sobre las contribuciones de estas talentosas eruditas literarias: maternidad, esclavitud, amor, trabajo, inmigración, asimilación, amistad, aspiraciones frustradas, infidelidad, racismo., matrimonio, pobreza, y así sucesivamente.

 De hecho, lo único que no varía aquí es la calidad gloriosamente uniforme de la escritura. Son historias para llorar, reír y pensar. Son narrativas para comprender, para buscar, para encontrar, sí, porque es un catálogo de vidas que no se muestran tanto y tan consistentemente como necesitamos.

 ... Es, tal vez, este volumen, este exceso, este excedente no superfluo, esta vergüenza literal y literaria de las riquezas lo que envía el mensaje más fuerte. Sí, hay mucho talento y logros aquí en la literatura de la gente de color, las raíces de estos escritores en África, pero su inmensa contribución se extiende a todos los continentes. Es así de bueno. Es así de genial. Entonces, ¿cómo es posible que siga siendo un porcentaje tan bajo de todo lo que se publica, se distribuye ampliamente, se critica, se discute, se enseña y se comparte? 

## Becas y premios
En relación con la nueva antología, la editorial Myriad Editions anunció el premio Margaret Busby New Daughters of Africa en beneficio de una estudiante africana, en asociación con la Escuela de Estudios Orientales y Africanos una beca de 20 000 libras, que incluye alojamiento en la Casa de Estudiantes Internacionales de Londres. El lanzamiento de la beca fue posible gracias a que, además de que Margaret Busby y su editor donaron al fondo las ganancias de la antología, todos los contribuyentes renunciaron a sus honorarios en apoyo a la causa.   El primer ganador del premio se anunció en julio de 2020 y fue a parar a Kenia, a Idza Luhumyo. La segunda becada fue Stella Gichohi, se anunció en octubre de 2023. 
En 2020, Busby y Myriad también se asociaron con la organización de interés comunitario The Black Curriculum, fundada para abordar la falta de enseñanza de la historia de los afrodescendientes en el Reino Unido y donaron 500 copias de New Daughters of Africa a sus escuelas.  En 2021, junto con Literandra, una plataforma digital sin fines de lucro centrada en formas de arte literario del continente africano, Myriad donó 200 copias de Nuevas Hijas de África a la Biblioteca de África y la Diáspora Africana (LOATAD), con sede en Ghana.
New Daughters of Africa fue nominada para un premio NAACP Image Award 2020 en la categoría de obra literaria destacada, junto con libros de Petina Gappah, Ta-Nehisi Coates, Jacqueline Woodson y Margaret Wilkerson Sexton, quien fue la eventual ganadora de Ficción.   